# Jean Kergrist
Pour les articles homonymes, voir Kergrist (homonymie).
Jean Hamon, dit Jean Kergrist, né à Kergrist-Moëlou (Côtes-du-Nord) le 12 mars 1940 et mort le 14 novembre 2019 à Saint-Brieuc, est un comédien, metteur en scène, réalisateur et écrivain français.

## Biographie
Issu d'une famille nombreuse de paysans de Bretagne intérieure, Jean Kergrist entre au séminaire après des études secondaires à Campostal (Rostrenen). Après un long passage chez les frères dominicains (couvent du Corbusier à la Tourette dans le Rhône), il commence son itinéraire artistique à Lyon, aux côtés de Roger Planchon et de Marcel Maréchal (Théâtre du Huitième). Il collabore durant plusieurs années à la rubrique culturelle de l'hebdomadaire Témoignage Chrétien ainsi qu'au mensuel Travail Théâtral.
En 1967, il renvoie ses papiers militaires pour protester contre la force de frappe nucléaire et est cofondateur du Groupe d'action et de résistance à la militarisation (Garm).
En 1973, il publie  chez P.J. Oswald, Massacre à Chambéry, pièce sur la mort dans un commissariat de l'ouvrier Jean-Pierre Thévenin.
En 1975, il crée le Théâtre national portatif qui mettra à son programme une bonne quinzaine de spectacles de clown, du Clown atomique (1975) au Clown chomdu (1993), en passant par les Clowns agricole, informatique, Docteur Chef, Cocogéma, Perd la boule, Chomdu etc., qui se sont baladés un peu partout en Europe.
En 1996, il revient à ses premiers amours (les contes, créés pour l'ORTF dans les années 1970) en portant à la scène son Grand bal à Saint-Lubin, contes paysans des années 1950, présenté au festival d'Avignon en 1998.
Le prix régional de la création artistique 2000, décerné à son spectacle de contes La Gavotte du cochon, par la région Bretagne, vient consacrer ce retour aux sources.
Au cours de l’été 2001, il participe à la création de « Un train nommé désir », de Madeleine Ropars, son épouse, sur la ligne de chemin de fer Carhaix-Paimpol, avec arrêts d’une semaine dans chaque gare. Un wagon transporte l’installation de Madeleine Ropars « Les 7 voyages de Joséphine Lévénez ». Il crée « Un train d’enfer » dans un wagon présentant 40 toiles du peintre Jean-René Ghéroldi.
En 2003, après une recherche de deux ans aux archives, il écrit Les Bagnards du canal de Nantes à Brest qu'il met en spectacle deux étés de suite à Glomel, sur les lieux mêmes du bagne. L'ouvrage, vendu à 21.000 exemplaires, se trouve aujourd'hui en livre de poche.
En juin 2005, Keltia Graphic publie une première version de Bagnards en cavale, une sorte de suite au Bagnards. Il s’agit de la même histoire, mais racontée cette fois du point de vue d’un condamné.
Avec son TNP (Théâtre national portatif), il monte une adaptation théâtrale de ses ouvrages sur le bagne de Glomel en la jouant sur le toit d'une péniche, sur le canal de Nantes à Brest en 2005, puis sur la Vilaine et la Rance en 2006.
La même année il réalise un documentaire sur le canal de Nantes à Brest, avec Théo Robichet, pour Zarafa film (documentaire de 52 minutes intitulé "Ar C'hanol ") .
Entre 2008 et 2009, il scénarise pour France 3 un docu-fiction de 52 minutes sur l'histoire du bagne de Glomel réalisé par Pierre Mathiote.
De 2009 à 2015, il assure comme producteur délégué une émission mensuelle sur la télé Internet Armor TV, intitulée Les Frères Jean, en compagnie de Jean Lebrun (France Culture puis Inter) ainsi que des émissions documentaires pour France Culture intitulée Sur les docks. Pour la série d'émissions Les Frères Jean, il crée "Les p'tits cailloux", 75 courts métrages humoristiques inspirés de sujets de société.
En 2012, après une longue recherche aux archives, il publie Qui a tué Poulain-Corbion ?, Chouans et républicains en Bretagne. Il y montre comment la légende d'un Poulain-Corbion, héros républicain, a été créée de toutes pièces au XIXe siècle pour les besoins de la bourgeoisie briochine. Ce travail de mémoire fera polémique à Saint Brieuc. Il y répond en publiant "Chouans sujet tabou ?".
En 2014, il crée "La compagnie des deux baudets rouges", avec à son répertoire "Le pape voyage" , un texte loufoque qu'il interprète avec Lors Jouin.
En 2016, il crée "79,3 ou les mémoires d'un âne", spectacle testamentaire anticipant son départ vers d'autres galaxies.
Jean Kergrist est par ailleurs l'auteur de plus d'une vingtaine d'ouvrages : histoire, contes, romans, polars et essais, dont Chronique brouillonne d'une gloire passagère, où il raconte son itinéraire (paru en février 2008 chez Keltia Graphic).
Dans la lancée de son clown atomique (son spectacle fétiche joué plus de 1 000 fois dans toute l'Europe), lié aux luttes de  Creys Malville (1975) et de Plogoff (1978-1981), son militantisme écolo, deviendra, durant toutes ces années, une constante de son engagement citoyen. Son personnage de sous-secrétaire d’étable, enfourchant son vélo de clown et improvisant des discours officiels déjantés, apportera un éclat d’humour dans d’innombrables manifs en Bretagne : contre les mines d’uranium, l’incinération, les décharges industrielles, les algues vertes, les poulaillers et porcheries industriels, le réchauffement climatique, etc.
Il milite, durant plus de quarante ans, au sein de l’association Eau et Rivières de Bretagne, dont il deviendra, en 1992, administrateur. La même année, il est élu président de la commission environnement du GALCOB (Groupe d’Action Locale du Centre Ouest Bretagne), organisme regroupant toutes les communes de Bretagne intérieure. Il met à profit les crédits européens pour créer une vingtaine d’emplois d’insertion, affectés à l’entretien des rivières dans le château d’eau de la Bretagne.
Il tient, durant plusieurs années (1995-2003), une rubrique humoristique dans le journal autonomiste Le Peuple Breton.

## Œuvres
Ouvrages
- Ici bat mon pays, contes, Les Paragraphes littéraires, Paris, 1971
- La Raffinerie baladeuse, théâtre, Maspéro, Paris, 1972
- Massacre à Chambéry, théâtre, Oswald, Paris, 1973
- Grand Bal à Saint-Lubin, contes, Ton Doubl Langoélan (56), 1984 -réédité en 1999-
- Le pape voyage, théâtre, TNP, Glomel (22), 1996, complété et réédité en 2015
- Bal Bras e Sant-Lubin, SKol Vreizh, Morlaix (29), 1997
- Flora, roman, Ton Doubl, 2000
- La Gavotte du cochon, contes, Ton Doubl, 2001
- Conseils à Gogo, essai, Des Dessins et des Mots, Bannalec (29), 2001
- La Veuve, théâtre, Ton Doubl, 2002
- Les Bagnards, histoire, Keltia Graphic, Spézet (29), 2003 -parution poche en 2007 aux éditions Montagnes Noires-
- Barouf en campagne, contes cruels, Des Dessins et des Mots, 2004
- Chronique brouillonne d’une gloire passagère, mémoires, Keltia Graphic, 2008
- La Cordillère des jambes, roman, Coop Breizh, Spézet (29), 2008
- Les Nouveaux Conseils à gogo, essai, La ligne pourpre, Quimperlé, 2009
- Grosse déglingue , roman, Noire des Ragosses (Apogée), Rennes, 2012
- Qui a tué Poulain Corbion ?, histoire, Montagnes noires, 2012
- Trousse cocotte, roman, Noire des Ragosses (Apogée), Rennes 2013
- Chouans, sujet tabou, essai historique, Montagnes noires, 2014
- Confessions d'un lapin de garenne, roman, TNP, Glomel (22), 2015
- Un bagne sans femmes, nouvelles, Montagnes noires, 2017
- Libérez Raton ! roman autobiographique, Montagnes Noires, 2018
- La gavotte du cochon, nouvelles (édition revue et augmentée), Montagnes Noires 2018
- Bagnards en cavale, roman, Montagnes Noires, 2019

En collaboration :
- Polyphonie, Parhélie, 1983
- Crachins, Baleine/Le Seuil, 2001
- Une histoire du théâtre militant, L’Entretemps, 2007
- En Bretagne ici et là, Keltia Graphic, 2008